# Beirut
Beirut (arabiska: بَيْرُوت, Bayrut) är Libanons huvudstad. Det är landets största stad och har cirka 2,2 miljoner invånare (2021), men befolkningen ökar snabbt. 
Staden ligger på en halvö mitt på Libanons medelhavskust och är landets största hamn. Staden nämns för första gången i de egyptiska Amarnabreven från 1300-talet f.Kr., och har varit bebodd ända sedan dess.
Beirut är säte för den libanesiska regeringen och spelar en viktig roll i den libanesiska ekonomin, och många företag och banker är baserade i distrikten Centrum, Hamra, Verdun och Ashrafieh. Staden är brännpunkt för regionens kulturliv, och är berömd för sin press, sina teatrar, sina kulturaktiviteter och sitt nattliv. Före det libanesiska inbördeskriget mellan 1975 och 1990 var Beirut en välbesökt turistort vid Medelhavets östkust. Staden kallades ibland "Medelhavets pärla" och även "Lilla Paris", därför att det franska inflytandet fortfarande var stort och franska talades allmänt. Efter det förödande kriget genomgick Beirut betydande upprustning, och återuppbyggnaden av stadens historiska stadskärna, marina, kasino, pubar och nattlivsdistrikt har återigen gjort den till en turistattraktion.
Beirut utsågs år 2009 till det främsta stället att resa till av New York Times. Staden listades även som en av de tio mest livfulla städerna i världen av Lonely Planet 2009.
Den rankades på nionde plats påTravel and Leisure Magazines lista över bästa stadskärnor i kategorin World Best Awards 2006, precis bakom New York och före San Francisco i listan.
Stadens skyddshelgon är Sankt Göran.

## Historia
Beiruts historia sträcker sig mer än 5 000 år tillbaka i tiden, och den äldsta bosättningen på platsen var på en ö i Beirutfloden, som senare sakta slammades igen. Det första historiska omnämnandet av Beirut kommer från 1300-talet f.Kr., då staden nämns i Amarnabrevens kilskriftstavlor. Bland dessa fanns tre brev från en Ammunira av Biruta (Beirut) till Egyptens farao. Biruta omnämns även i brev från Rib-Hadda av Byblos.
Utgrävningar i centrala Beirut har lagt i dagen lager av feniciska, hellenistiska, romerska, arabiska och osmanska lämningar.
Vissa historiker menar att namnet Beirut härstammar från Beroe, Afrodites dotter och Eros syster.  Andra hävdar att staden ursprungligen döptes till Bêrūt, "Källorna", av fenicierna. Under antiken var staden känd som Berytus, ett namn som år 1934 återupplivades och gavs till den arkeologiska tidskrift som publiceras av Konst- och vetenskapsfakulteten på Amerikanska universitetet i Beirut.

### Hellenistisk och romersk tid
År 140 f.Kr. förstördes den feniciska staden av Diodotus Tryfon i hans kamp med Antiochus VII Sidetes om tronen för den hellenistiska seleukidiska monarkin. Laodicea i Fenicien byggdes på samma plats med en mer konventionell hellenistisk plan. Nuvarande Beirut ligger över denna forntida, och utgrävningar gjordes inteförrän efter inbördeskrigets slut 1991. Utgrävningarna har gett ny insikt i utformningen och historien för denna hellenistiska period. Flera områden och byggnader från den hellenistiska tiden räknas som offentlig arkitektur.
På mynt från Berytos från mitten av första århundradet f.Kr. finns huvudet av Tyche, lyckans gudinna; på baksidan återfinns stadens symbol, en delfin som slingrar sig kring ett ankare. Denna symbol togs upp av den tidiga boktryckaren Aldus Manutius i 1400-talets Venedig.
Beirut erövrades av romarna genom Pompejus år 64 f.Kr., och staden införlivades i provinsen Syria. Veteraner från två romerska legioner slog sig ned i staden, den femte makedonska och den tredje galliska legionen. Staden blev fort romaniserad, och blomstrade under Herodes den stores dynasti. Den gjordes år 14 f.Kr. till en colonia, Colonia Iulia Augusta Felix Berytus, döpt efter kejsar Augustus dotter, Julia. Stora offentliga byggnader och monument byggdes, och Berytus åtnjöt full status som en del i imperiet.
Berytus hade under romartiden en välkänd lagskola. Två av Roms främsta jurister, Papinianus och Ulpianus, båda från Fenicien, undervisade vid skolan under den severiska dynastin. När Justinianus I sammanställde sina pandectae på 500-talet härleddes en stor del av lagtexten från dessa två jurister, och Justinianus erkände år 533 e.Kr. skolan som en av de tre officiella lagskolorna i riket. Efter några få år förflyttades eleverna till Sidon som en följd av en förödande jordbävning år 551. Omkring 30 000 dog bara i Berytus, och längs den feniciska kusten var det sammanlagda antalet döda nära 250 000.

### Medeltiden
Det under 500-talet så jordbävningsdrabbade Beirut kom i arabiska händer år 635. Som handelsplats vid Medelhavets östra del överskuggades Beirut under medeltiden av Akko. Från 1110 till 1291 tillhörde staden korsriddarnas kungarike Jerusalem. Johan av Ibelin (1179–1236) återuppbyggde staden efter striderna mot Saladin, och byggde även släkten Ibelins släktpalats i Beirut.

### Osmanskt styre

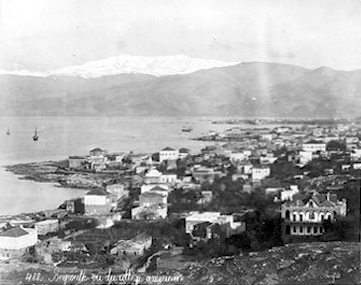
Vy över Beirut med det snötäckta Sannine i bakgrunden – 1800-talet

Beirut kontrollerades av lokala drusiska emirer under hela den osmanska tiden. En av dem, Fakr ed-Din Maan II, befäste staden tidigt på 1600-talet, men osmanerna återtog den år 1763. Med Damaskus hjälp lyckades Beirut bryta Akkos monopol på den syriska sjöhandeln och ersatte i några år Akko som det främsta handelscentrumet i regionen. Under den efterföljande epoken, när Akko revolterade mot den osmanska hegemonin under paschorna Jezzar och Abdullah krympte Beirut till en småstad med en befolkning på omkring 10 000, och osmanerna, de lokala druserna och mamlukerna kämpade om staden.
När Ibrahim Pascha intog Akko år 1832 fick Beirut en renässans.
Vid 1800-talets andra hälft höll Beirut på att utveckla nära kommersiella och politiska band till de europeiska stormakterna, särskilt Frankrike. Europeiskt intresse av libanesiskt silke och andra exportvaror förvandlade staden till en viktig hamnstad och kommersiellt centrum. Samtidigt fortsatte osmanernas makt i regionen att avta. Sekteristiska och religiösa konflikter, maktvakuum och förändringar i regionens politiska dynamik kulminerade i Libanonkonflikten 1860. Till Beirut flydde då många maronitiska kristna från de områden på Libanonberget som hårdast drabbats av striderna, och från Damaskus. Detta förändrade i sin tur Beiruts etniska sammansättning, och sådde fröna till framtida etniska och religiösa problem där och i övriga Libanon. Beirut fortsatte dock att blomstra. Detta berodde dels på europeisk inblandning, och dels på en allmän insikt hos stadens befolkning att handel och välstånd berodde av inrikes stabilitet.
År 1888 gjordes Beirut till huvudstad i ett vilajet i Syrien, som innefattade sanjakerna Latakia, Tripoli, Beirut, Akko och Bekaadalen. Vid det här laget hade Beirut växt till att bli en verkligt kosmopolitisk stad, och hade täta förbindelser med Europa och USA. Beirut blev också ett centrum för missionärsaktivitet, något som förde med sig en imponerande mängd utbildningsinstitutioner, såsom Amerikanska universitetet i Beirut. Staden fick vattenledningar dragna av ett brittiskt företag och gasledningar av ett franskt, och silkesexport till Europa kom att dominera den lokala ekonomin. Sedan franska ingenjörer år 1894 hade byggt en modern hamn och en järnväg genom Libanon till Damaskus, och sedan vidare till Aleppo 1907, skeppades en stor del av exporten på franska fartyg till Marseille. Frankrikes inflytande i området blev snart större än de andra europeiska stormakternas. År 1911 bestod befolkningen enligt Encyclopædia Britannica av 36 000 muslimer, 77 000 kristna, 2 500 judar, 400 druser och 4 100 utlänningar.

### Modern tid

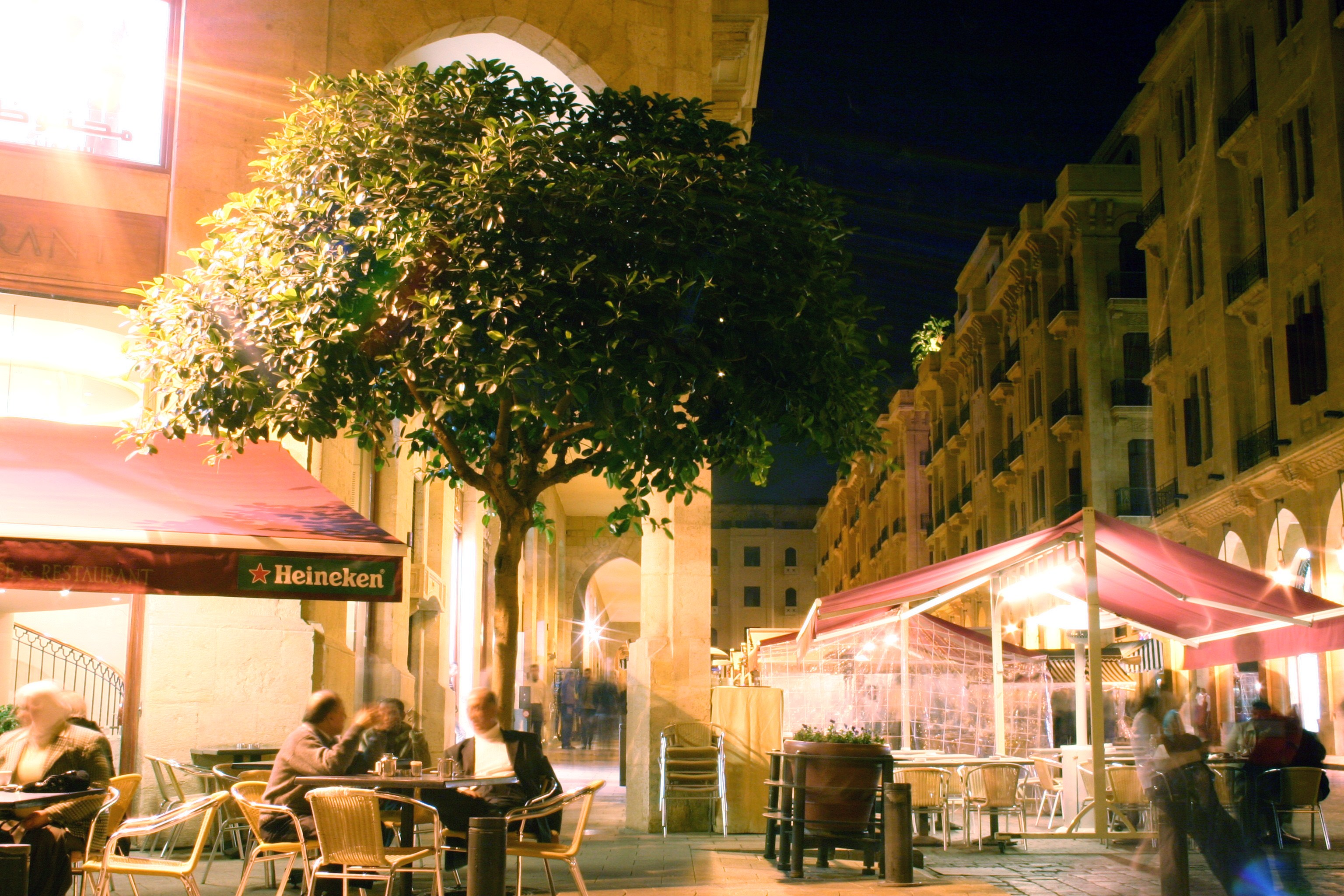
Beiruts centrum efter återuppbyggnad.

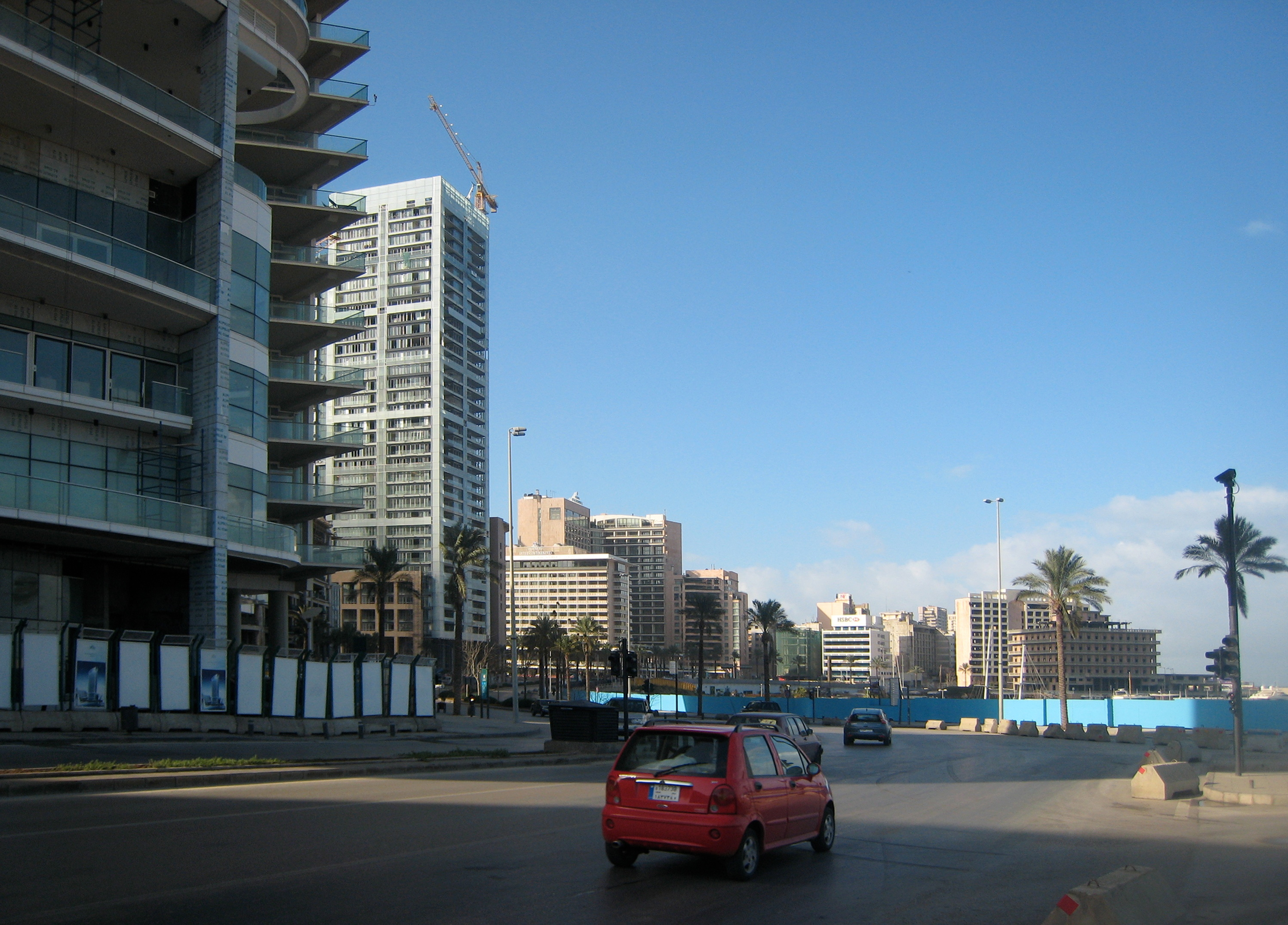
Nybyggda kvarter längs strandpromenaden i centrala Beirut vid Sankt George-viken. I bakgrunden till höger är platsen för mordet på Hariri.

Efter det osmanska rikets kollaps efter första världskriget hamnade Beirut, tillsammans med resten av Libanon, under franskt mandat. Libanon blev självständigt 1943, och Beirut blev dess huvudstad. Beirut utvecklades till att bli ett ekonomiskt centrum för stora delar av arabvärlden. Staden var en viktig handels- och nöjesstad och ett betydande turistcentrum med flera kända hotell, nattklubbar och kasinon.
Under större delen av Inbördeskriget i Libanon delades staden itu av den så kallade "gröna linjen": i östra Beirut bodde nästan enbart kristna, och området kontrollerades av kristen milis, medan västra Beirut hade en övervägande muslimsk befolkning. Stadens centrala delar, som tidigare varit fokus för mycket av handeln och kulturen, lades mer eller mindre i ruiner och blev ett ingenmansland mellan de stridande parterna. De flesta företag flyttade ut till andra stadsdelar. Delar av befolkningen flydde utomlands, och under kriget mellan Israel och Libanon 1982 dog tusentals Beirutbor. 1983 utsattes franska och amerikanska militärförläggningar i staden för självmordsbombningar.
Sedan kriget tog slut 1990 har libaneserna återuppbyggt Beirut, och staden lyckades i viss utsträckning återfå sin status som ett turist-, kultur- och utbildningscentrum i Mellanöstern, och även som ett centrum för handel, mode och media. Återuppbyggnaden av centrala Beirut utfördes till stor del av Solidere, ett byggföretag som grundades 1994 av Libanons dåvarande premiärminister Rafiq Hariri.
Mordet på den syrienkritiske Hariri vid Golfe de Saint-Georges i Beirut år 2005 skakade hela landet, och uppskattningsvis en miljon människor samlades för en demonstration i Beirut en månad efter Hariris död. Demonstrationen kallades cederrevolutionen, och är den största i Libanons historia. Den fick till följd att de sista syriska trupperna drog sig ur Beirut den 26 april 2005, och den 15 oktober 2008 återupprättades diplomatiska kontakter mellan länderna.
När kriget med Israel bröt ut 2006 förstörde israeliska raketangrepp mot Hizbollah-mål delar av Beiruts infrastruktur, särskilt i stadens södra, i huvudsak shiitiska delar, som kontrollerades av Hizbollah.

## Geografi

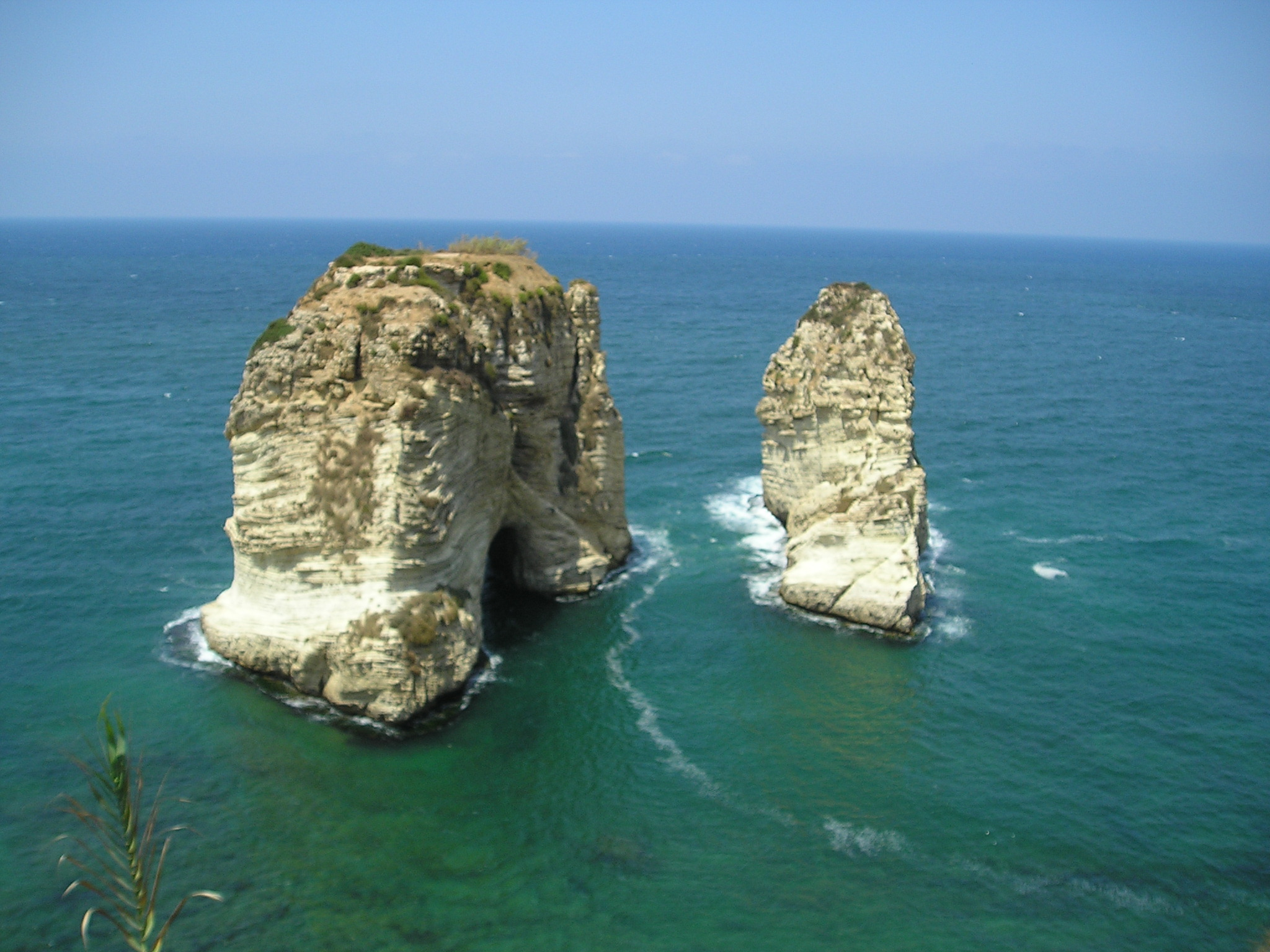
Duvans klippa, Beirut.

Beirut ligger omgiven av Libanonbergen, cirka 94 km norr om gränsen mot Israel, och har vuxit upp kring två höjder: al-Ashrafiyah i östra delen och al-Musaytibah i västra delen; den sistnämnda sträcker sig ut i Medelhavet som en halvö. På grund av läget mellan kullarna har staden formen av en triangel. Beirut har en tämligen varierad kustlinje; stranden är omväxlande stenig, sandig och klippig.
Som en följd av en snabb och planlös utveckling finns inte mycket kvar av stadens gamla bebyggelse, och det som fanns förstördes under inbördeskriget vid 1970-talets mitt och i de påföljande stridigheterna.
Guvernementet Beirut är på 18 km², och storstadsområdet är på 67 km².

### Klimat
Beirut har medelhavsklimat med heta regnlösa somrar, varma och ljumma höstar och vårar, samt milda vintrar med en del regn. Augusti är årets varmaste månad, med en dygnsmedeltemperatur på  27 °C, medan januari och februari är kallast med en dygnsmedeltemperatur på 13 °C. En normal vinterdag kan man räkna med cirka 16-17 °C mitt på dagen och på sommaren cirka 31-32 °C. Under eftermiddagarna och kvällarna är den förhärskande vindriktningen västlig, det vill säga in från Medelhavet, medan vinden nattetid vänder till frånlandsvind.
Nederbörden är i snitt 860 millimeter per år, i stort sett all vintertid. En stor del av nederbörden sker på några få dagar med häftigt skyfall. Snö är ovanligt i Beirut, och något snötäcke syns sällan, med tre undantag: de stora snöstormarna 1920, 1942 och 1950.

## Näringsliv och kommunikationer
Beirut ligger vid en av de bästa naturliga hamnarna i östra Medelhavet, och man har goda väg- och järnvägsförbindelser med resten av Libanon och med Syrien. Staden har en internationell flygplats, som 2005 fick namnet Rafic Hariri International Airport till minne av landets premiärminister. Beirut var fram till inbördeskriget Mellanösterns ledande bank- och finanscentrum, och ett viktigt centrum för kulturliv, handel, transport och turism. I staden finns flera universitet, det äldsta grundat 1866. Middle East Airlines har sitt huvudkontor i Beirut. Banque du Liban (Libanons centralbank) har också sitt huvudkontor i Beirut.

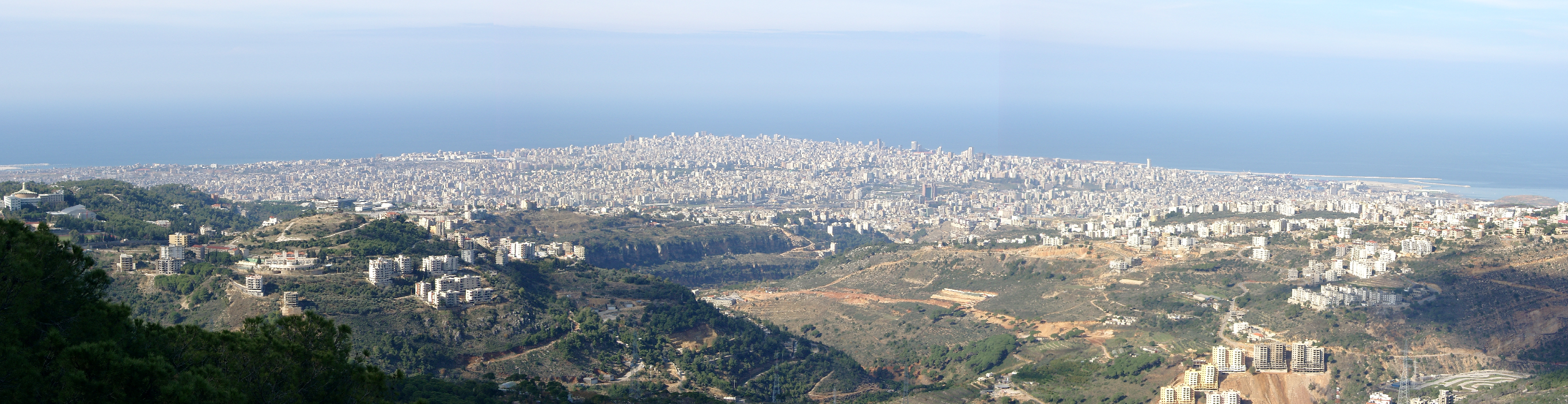
Panorama över Beirut.

## Befolkning

### Demografi
Uppskattningarna av Beiruts befolkning skiftar mycket, från så lågt som 938 940 invånare till 1 303 129 invånare, och ända upp till 2 012 000. Avsaknaden av en exakt siffra beror på att ingen folkräkning har ägt rum i Libanon sedan 1932.
Familjeangelägenheter såsom äktenskap, skilsmässa och arv sköts av religiösa myndigheter som företräder de olika trosinriktningarna. Krav på borgerliga äktenskap avvisas av samtliga religiösa myndigheter, men borgerliga äktenskap som ingåtts i utlandet erkänns av de libanesiska myndigheterna.

### Religiösa förhållanden

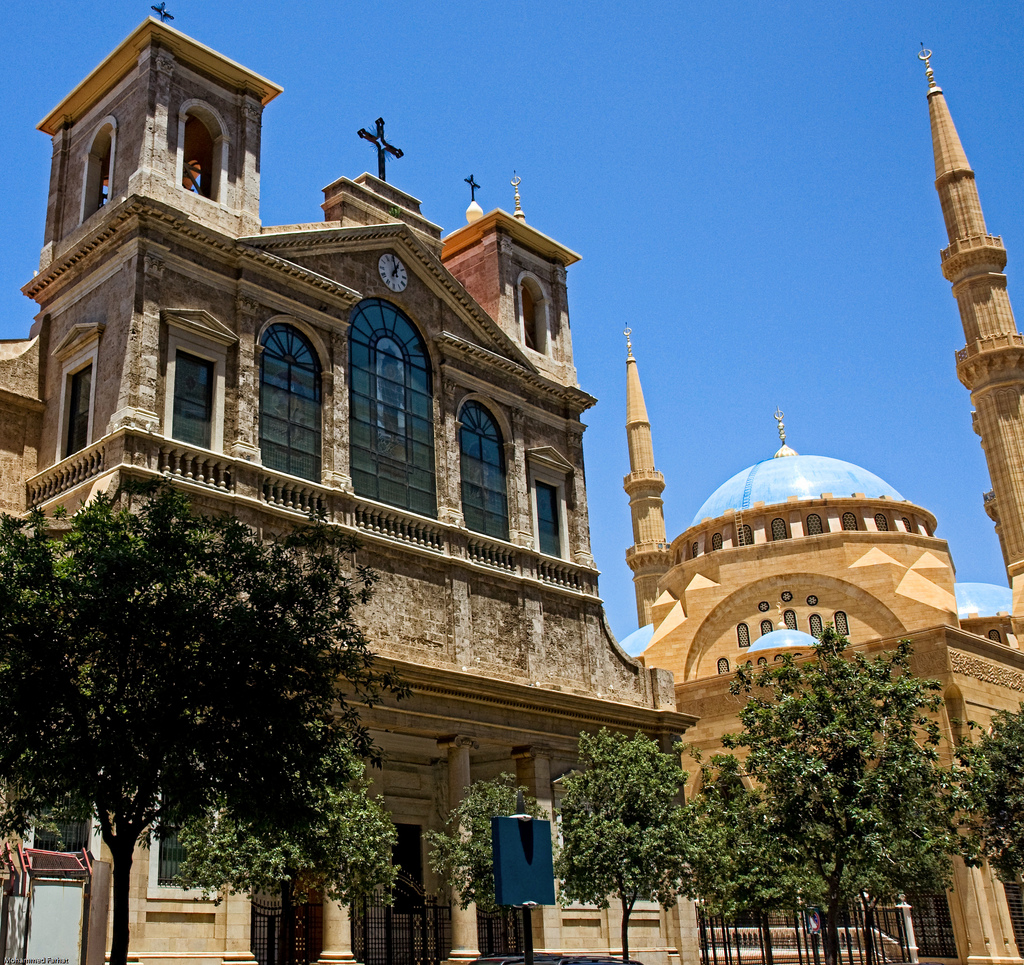
En moské intill en kyrka.

Beirut är den stad i Libanon, och kanske i hela Mellanöstern, med mest religiös mångfald; den kristna och muslimska närvaron är de tydligaste. Det finns nio stora religiösa samfund i Beirut: sunnimuslimer, shiamuslimer, druser, maroniter, grekisk-ortodoxa kristna, grekisk-katolska kristna, armenisk-ortodoxa kristna, armenisk-katolska kristna, romersk-katolska kristna och protestantiska kristna. 2009 uppskattas det att muslimer utgör 62% av befolkningen samtidigt som kristna utgör 38%. Staden är säte för den maronitiska ärkebiskopen och för flera andra religiösa samfunds biskopar. Tills för några årtionden sedan fanns det i Beirut även ett judiskt samfund, i området Wadi Abu Jamil.
Östra Beirut kännetecknas av en företrädesvis kristen befolkning, med en liten muslimsk minoritet. På samma sätt har västra Beirut muslimsk majoritet. Sunniterna har traditionellt varit den dominerande muslimska gruppen, men efter 1970 flyttade ett ökande antal shiamuslimer till staden från de södra delarna av Libanon.
Före inbördeskriget var Beiruts områden mer heterogena, men sedan inbördeskrigets slut har fler och fler kristna och muslimer flyttat över på andra sidan staden. Beiruts södra förorter bebos till största del av shiiter, medan de östra förorterna företrädesvis är kristna. I norra Beirut har det sedan 1800-talet bott många protestanter.
Beirut har en lång historia av politisk kamp som beror på religiösa skillnader. Religionen har under historien splittrat det libanesiska samhället, vilket tydligt syntes under det utdragna inbördeskriget. De många palestinska flyktingarna, som efter 1948 slog sig ner i flyktingläger i stadens södra delar, bidrog till att förstärka de etniska och religiösa motsättningarna.

## Kultur

### Kultur och media
Beirut är hemort för den internationella designern Elie Saab, juveleraren Robert Moawad, den känd konståkaren Shadi Oweiti och många populära satellit-tv-kanaler, såsom LBC, Future TV och New TV. Staden har även hållit Miss Europe-tävlingen åtta gånger: 1960–1964, 1999 och 2001–2002.
Beirut var Unescos bokhuvudstad 2009. Huvudprojektet under året var Beirut 39, där de 39 främsta arabiska författarna under 40 år utsågs.

### Sport
Beirut har stått värd för de asiatiska klubbmästerskapen i basket, och för det asiatiska mästerskapet i fotboll 2000.

## Vänorter
Beirut har 29 vänorter. Fyra av dem finns i Frankrike..
| Land                  | Stad           |
| --------------------- | -------------- |
| Jordanien             | Amman          |
| Grekland              | Aten           |
| Irak                  | Bagdad         |
| Columbia              | Bogotá         |
| Frankrike             | Brest          |
| Argentina             | Buenos Aires   |
| Egypten               | Kairo          |
| Syrien                | Damaskus       |
| Förenade Arabemiraten | Dubai          |
| Italien               | Florens        |
| Iran                  | Esfahan        |
| Turkiet               | Istanbul       |
| Pakistan              | Karachi        |
| Kuwait                | Kuwait City    |
| USA                   | Los Angeles    |
| Frankrike             | Lyon           |
| Frankrike             | Marseille      |
| Mexiko                | Mexico City    |
| Ryssland              | Moskva         |
| Cypern                | Nicosia        |
| Frankrike             | Paris          |
| Kanada                | Quebec City    |
| Brasilien             | Rio de Janeiro |
| Brasilien             | São Paulo      |
| Kroatien              | Split          |
| Frankrike             | Strasbourg     |
| Brasilien             | Vitória        |
| Armenien              | Jerevan        |
| Kroatien              | Zagreb         |